# Horacio Calderón
Horacio Calderón fue un político y abogado argentino que se desempeñó como Ministro de Agricultura del Presidente Victorino de la Plaza (1914-1916).

## Biografía
Estaba casado con Esther Racedo, hija del general Eduardo Racedo.
Miembro del Partido Autonomista Nacional se desempeñó como Ministro de Agricultura del Presidente Victorino de la Plaza, el último candidato del PAN en llegar a la presidencia.
En el ejercicio de su profesión, Horacio Calderón se desempeñó como abogado de las empresas ferroviarias inglesas.
Fue interventor federal de la Provincia de Tucumán durante la dictadura de José Félix Uriburu, entre 1931 y 1932.
En su efímero gobierno de dos días, el General Arturo Rawson lo propuso como ministro junto a otro referente conservador, el General Domingo Martínez, hecho que fue una de las causas determinantes de la remoción de Rawson.